# John Bull
John Bull er et slags øgenavn for den engelske nationaltype.
Betegnelsen stammer efter al sandsynlighed fra John Arbuthnot, der karakteriserede den engelske nation i en typisk figur af dette navn i sit satiriske skrift History of John Bull (1712).
I betegnende træk skildrede Arbuthnot heri den engelske folkekarakter i ord som følgende: "Bull var i det hele en ærlig og retskaffen fyr, kolerisk, dristig og af en meget ustadig karakter; han var ikke bange for den gamle Ludvig, enten det så skulle gå løs med huggerter, sabler eller knipler; men på den anden side kunne han let komme i klammeri med sine bedste venner, især når de ville give sig mine af at kommandere over ham; når man smigrede ham, kunne man lede ham som et barn. Johns humør beroede meget på vejret; det steg og faldt med vejrglasset. John var snarrådig og forstod sig godt på sine forretninger .... Han var en lystig kammerat, der holdt meget af en flaske vin og af at more sig"
John Bull fremstilles i engelske vittighedsblade såsom Punch som en undersætsig, velnæret skikkelse med brede, kraftige ansigtstræk.